# Divergenz eines Vektorfeldes
Die Divergenz eines Vektorfeldes ist ein Skalarfeld, das an jedem Punkt angibt, wie sehr die Vektoren in einer kleinen Umgebung des Punktes auseinanderstreben (lateinisch divergere). Interpretiert man das Vektorfeld als Strömungsfeld einer Größe, für die die Kontinuitätsgleichung gilt, dann ist die Divergenz die Quelldichte. Senken haben negative Divergenz. Ist die Divergenz überall gleich null, so bezeichnet man das Feld als quellenfrei.
Die Divergenz ergibt sich aus dem Vektorfeld durch Anwendung eines Differentialoperators. Verwandte Differentialoperatoren liefern die Rotation eines Vektorfeldes und den Gradienten eines Skalarfeldes. Das mathematische Gebiet ist die Vektoranalysis.
In der Physik wird die Divergenz zum Beispiel bei der Formulierung der Maxwell-Gleichungen oder der verschiedenen Kontinuitätsgleichungen verwendet. Im Ricci-Kalkül wird die mit Hilfe der kovarianten Ableitung gebildete Größe {\displaystyle \nabla _{k}T^{ik}} manchmal etwas ungenau als Divergenz eines Tensors {\displaystyle T^{ik}} bezeichnet (für diese Größe gilt auf gekrümmten Mannigfaltigkeiten zum Beispiel nicht der Gaußsche Integralsatz).

## Beispiel aus der Physik
Man betrachtet zum Beispiel eine ruhige Wasseroberfläche, auf die ein dünner Strahl Öl trifft. Die Bewegung des Öls auf der Oberfläche kann durch ein zweidimensionales (zeitabhängiges) Vektorfeld beschrieben werden: An jedem Punkt ist zu jedem beliebigen Zeitpunkt die Fließgeschwindigkeit des Öls in Form eines Vektors gegeben. Die Stelle, an der der Strahl auf die Wasseroberfläche trifft, ist eine „Ölquelle“, da von dort Öl wegfließt, ohne dass es einen Zufluss auf der Oberfläche geben würde. Die Divergenz an dieser Stelle ist positiv. Im Gegensatz dazu bezeichnet man eine Stelle, an der das Öl beispielsweise am Rand aus dem Wasserbecken abfließt, als Senke. Die Divergenz an dieser Stelle ist negativ.

## Definition
Sei {\displaystyle {\vec {F}}\colon \mathbb {R} ^{n}\to \mathbb {R} ^{n},(x_{1},\dots ,x_{n})\mapsto (F^{1},\dots ,F^{n})} ein differenzierbares Vektorfeld. Dann ist die Divergenz von {\displaystyle {\vec {F}}} definiert als
{\displaystyle \operatorname {div} {\vec {F}}:=\nabla \cdot {\vec {F}}=\left({\tfrac {\partial }{\partial x_{1}}},\dotsc ,{\tfrac {\partial }{\partial x_{n}}}\right)\cdot \left(F^{1},\dotsc ,F^{n}\right)={\tfrac {\partial }{\partial x_{1}}}F^{1}+\dotsb +{\tfrac {\partial }{\partial x_{n}}}F^{n}}
Die Divergenz ist das Skalarprodukt des Nabla-Operators {\displaystyle \nabla } mit dem Vektorfeld {\displaystyle {\vec {F}}}.
Bei der Divergenz handelt es sich um einen Operator auf einem Vektorfeld, der in einem skalaren Feld resultiert:
{\displaystyle \operatorname {div} [\cdot ]\ \colon C^{1}\left(\mathbb {R} ^{n},\mathbb {R} ^{n}\right)\to C^{0}\left(\mathbb {R} ^{n},\mathbb {R} \right)}
Für den Fall eines dreidimensionalen Vektorfeldes {\displaystyle {\vec {F}}(x_{1},x_{2},x_{3})} ist die Divergenz in kartesischen Koordinaten definiert als
{\displaystyle {\begin{matrix}\operatorname {div} \colon &C^{1}\left(\mathbb {R} ^{3},\mathbb {R} ^{3}\right)&\to &C^{0}\left(\mathbb {R} ^{3},\mathbb {R} \right)\\&{\vec {F}}=\left(F^{1},F^{2},F^{3}\right)&\mapsto &{\frac {\partial }{\partial x_{1}}}F^{1}+{\frac {\partial }{\partial x_{2}}}F^{2}+{\frac {\partial }{\partial x_{3}}}F^{3}\end{matrix}}}.
Bei der Schreibweise {\displaystyle \nabla \cdot {\vec {F}}} ist es wichtig, den Multiplikationspunkt zwischen {\displaystyle \nabla } und dem Vektorfeld {\displaystyle {\vec {F}}} zu setzen, da der {\displaystyle \nabla }-Operator sonst als  Gradient der Vektorkomponenten (geschrieben {\displaystyle \nabla {\vec {F}}} ) zu verstehen wäre.

## Die Divergenz als „Quellendichte“
Interpretiert man ein Vektorfeld {\displaystyle {\vec {F}}\colon \mathbb {R} ^{n}\to \mathbb {R} ^{n}} als Strömungsfeld, so beschreibt dessen totales Differenzial {\displaystyle DF\colon \mathbb {R} ^{n}\to \mathbb {R} ^{n\times n}} ein Beschleunigungsfeld. Ist in einem Punkt {\displaystyle x_{0}\in \mathbb {R} ^{n}} die Beschleunigungsmatrix {\displaystyle DF(x_{0})} diagonalisierbar, so beschreibt jeder Eigenwert {\displaystyle \lambda _{i}(x_{0})} die Beschleunigung in Richtung des zugehörigen Eigenvektors {\displaystyle u_{i}(x_{0})}. Jeder positive Eigenwert beschreibt also die Intensität einer gerichteten Quelle und jeder negative Eigenwert die gerichtete Intensität einer Senke. Addiert man diese Eigenwerte, so erhält man die resultierende Intensität einer Quelle bzw. Senke. Da die Summe der Eigenwerte {\displaystyle \lambda _{i}(x_{0})} gerade die Spur der Beschleunigungsmatrix {\displaystyle DF(x_{0})} ist, wird die Quellenintensität durch
{\displaystyle \operatorname {Spur} (DF)=\sum _{i=1}^{n}{\frac {\partial }{\partial x_{i}}}F^{i}=\operatorname {div} \,{\vec {F}}}
gemessen.
Die Divergenz kann in diesem Sinne als „Quellendichte“ interpretiert werden.

### Koordinatenfreie Darstellung
Für die Interpretation der Divergenz als „Quellendichte“ ist die folgende koordinatenfreie Definition in der Form einer Volumenableitung wichtig (hier für den Fall {\displaystyle n=3})
{\displaystyle \operatorname {div} \,{\vec {F}}=\lim _{|\Delta V|\to 0}\left({\frac {1}{|\Delta V|}}\oint _{\partial (\Delta V)}{\vec {F}}\;\cdot {\vec {n}}\,\mathrm {d} S\right)\,.}
Dabei ist {\displaystyle \Delta V} ein beliebiges Volumen, zum Beispiel eine Kugel oder ein Parallelepiped; {\displaystyle |\Delta V|} ist sein Inhalt. Es wird über den Rand {\displaystyle \partial (\Delta V)} dieses Volumenelements integriert, {\displaystyle {\vec {n}}} ist die nach außen gerichtete Normale und {\displaystyle \mathrm {d} S} das zugehörige Flächenelement. Man findet hierzu auch die Schreibweise mit {\displaystyle \mathrm {d} {\vec {S}}:={\vec {n}}\cdot \mathrm {d} S}.
Für n > 3 kann diese Aussage leicht verallgemeinert werden, indem man n-dimensionale Volumina und ihre (n-1)-dimensionalen Randflächen betrachtet. Bei Spezialisierung auf infinitesimale Würfel oder Quader erhält man die bekannte Darstellung in kartesischen Koordinaten
{\displaystyle \operatorname {div} \,{\vec {F}}=\sum _{i=1}^{n}\,{\frac {\partial F_{i}}{\partial x_{i}}}\,.}
In orthogonalen krummlinigen Koordinaten, zum Beispiel Kugelkoordinaten oder elliptischen Koordinaten, (also für {\displaystyle \textstyle \mathrm {d} {\vec {r}}=\sum _{i=1}^{n}a_{i}(u_{1},\dots ,u_{n})\cdot \mathrm {d} u_{i}\,{\hat {e}}_{i}(u_{1},\dots ,u_{n})\,}, mit {\displaystyle {\hat {e}}_{i}\cdot {\hat {e}}_{k}=\delta _{i,k}\,}), wobei {\displaystyle \textstyle {\vec {F}}=\sum _{i=1}^{n}\,F_{i}(u_{1},\dots ,u_{n})\,{\hat {e}}_{i}} ist, wobei also nicht die {\displaystyle \mathrm {d} u_{i}}, sondern die {\displaystyle a_{i}\cdot \mathrm {d} u_{i}} die physikalische Dimension einer „Länge“ haben, gilt dagegen etwas allgemeiner
{\displaystyle \operatorname {div} \,{\vec {F}}=(a_{1}\cdot a_{2}\cdot \ldots \cdot a_{n})^{-1}\,\left\{{\frac {\partial }{\partial u_{1}}}[(a_{2}\cdot a_{3}\cdot \ldots \cdot a_{n-1}\cdot a_{n})\,F_{1}]+\dots \right\},}
wobei die Punkte am Ende weitere Terme beinhalten, die durch fortgesetzte zyklische Permutationen, erzeugt nach dem Schema {\displaystyle 1\to 2,2\to 3,\dots ,(n-1)\to n,n\to 1} usw., aus dem angeschriebenen folgen.

### Herleitung der kartesischen Darstellung
Zur Herleitung der kartesischen Darstellung der Divergenz aus der koordinatenfreien Darstellung betrachte man einen infinitesimalen Würfel {\displaystyle [x_{1},x_{1}+\Delta x_{1}],\ldots ,[x_{n},x_{n}+\Delta x_{n}]}.
{\displaystyle {\begin{aligned}{\frac {1}{|\Delta V|}}\int \limits _{\partial (\Delta V)}{\vec {F}}\cdot {\vec {n}}\,\mathrm {d} S&={\frac {1}{\Delta x_{1}\Delta x_{2}\ldots \Delta x_{n}}}\left[\int \limits _{x_{2}}^{x_{2}+\Delta x_{2}}\ldots \int \limits _{x_{n}}^{x_{n}+\Delta x_{n}}\left({\vec {F}}(x_{1}+\Delta x_{1},x_{2},\ldots ,x_{n})-{\vec {F}}(x_{1},x_{2},\ldots ,x_{n})\right)\cdot {\hat {e}}_{1}\,\mathrm {d} x_{2}\ldots \mathrm {d} x_{n}\right]+\ldots \\&+{\frac {1}{\Delta x_{1}\Delta x_{2}\ldots \Delta x_{n}}}\left[\int \limits _{x_{1}}^{x_{1}+\Delta x_{1}}\ldots \int \limits _{x_{n-1}}^{x_{n-1}+\Delta x_{n-1}}\left({\vec {F}}(x_{1},\ldots ,x_{n-1},x_{n}+\Delta x_{n})-{\vec {F}}(x_{1},\ldots ,x_{n-1},x_{n})\right)\cdot {\hat {e}}_{n}\,\mathrm {d} x_{1}\ldots \mathrm {d} x_{n-1}\right]\end{aligned}}}
Nun wendet man den Mittelwertsatz der Integralrechnung an, wobei die gestrichenen Größen {\displaystyle x'_{i}} aus dem Intervall {\displaystyle [x_{i},x_{i}+\Delta x_{i}]} sind.
{\displaystyle {\begin{aligned}{\frac {1}{|\Delta V|}}\int \limits _{\partial (\Delta V)}{\vec {F}}\cdot {\vec {n}}\,\mathrm {d} S&={\frac {\left({\vec {F}}(x_{1}+\Delta x_{1},x'_{2},\ldots ,x'_{n})-{\vec {F}}(x_{1},x'_{2},\ldots ,x'_{n})\right)\cdot {\hat {e}}_{1}}{\Delta x_{1}}}\underbrace {\left[{\frac {1}{\Delta x_{2}}}\int \limits _{x_{2}}^{x_{2}+\Delta x_{2}}\mathrm {d} x_{2}\right.} _{=1}\ldots \underbrace {\left.{\frac {1}{\Delta x_{n}}}\int \limits _{x_{n}}^{x_{n}+\Delta x_{n}}\mathrm {d} x_{n}\right]} _{=1}+\ldots \\&+{\frac {\left({\vec {F}}(x'_{1},\ldots ,x'_{n-1},x_{n}+\Delta x_{n})-{\vec {F}}(x'_{1},\ldots ,x'_{n-1},x_{n})\right)\cdot {\hat {e}}_{n}}{\Delta x_{n}}}\left[{\frac {1}{\Delta x_{1}}}\int \limits _{x_{1}}^{x_{1}+\Delta x_{1}}\mathrm {d} x_{1}\ldots {\frac {1}{\Delta x_{n-1}}}\int \limits _{x_{n-1}}^{x_{n-1}+\Delta x_{n-1}}\mathrm {d} x_{n-1}\right]\end{aligned}}}
Somit bleibt nur die Summe der Differenzenquotienten übrig
{\displaystyle {\frac {1}{|\Delta V|}}\int \limits _{\partial (\Delta V)}{\vec {F}}\cdot {\vec {n}}\,\mathrm {d} S={\frac {F_{1}(x_{1}+\Delta x_{1},x'_{2},\ldots ,x'_{n})-F_{1}(x_{1},x'_{2},\ldots ,x'_{n})}{\Delta x_{1}}}+\ldots +{\frac {F_{n}(x'_{1},\ldots ,x'_{n-1},x_{n}+\Delta x_{n})-F_{n}(x'_{1},\ldots ,x'_{n-1},x_{n})}{\Delta x_{n}}}},
die im Grenzübergang {\displaystyle \Delta x_{i}\to 0} zu partiellen Ableitungen werden:
{\displaystyle \operatorname {div} \,{\vec {F}}(x_{1},x_{2},\ldots ,x_{n})={\frac {\partial F_{1}}{\partial x_{1}}}(x_{1},x_{2},\ldots ,x_{n})+\ldots +{\frac {\partial F_{n}}{\partial x_{n}}}(x_{1},x_{2},\ldots ,x{}_{n})}

### Kovariantes Verhalten bei Drehungen und Verschiebungen
Der Divergenz-Operator kommutiert mit räumlichen Drehungen und Verschiebungen eines Vektorfeldes, d. h. die Reihenfolge dieser
Operationen macht keinen Unterschied.
Begründung: Wenn das Vektorfeld {\displaystyle {\vec {F}}} im Raum gedreht oder (parallel)verschoben wird, braucht man in der oben
gegebenen koordinatenunabhängigen Darstellung nur die Flächen- und Volumenelemente in derselben Weise zu drehen, um wieder auf
denselben skalaren Ausdruck zu kommen. Das Skalarfeld {\displaystyle \operatorname {div} \,{\vec {F}}} dreht und verschiebt sich also in gleicher Weise wie das Vektorfeld {\displaystyle {\vec {F}}}.

## Ein „Zerlegungs-Theorem“
Für 3-dimensionale Vektorfelder {\displaystyle {\vec {F}}({\vec {r}})}, die im ganzen Raum mindestens zweimal stetig differenzierbar sind und im Unendlichen hinreichend rasch gegen null gehen, gilt, dass sie in einen wirbelfreien Teil {\displaystyle {\vec {E}}} und einen quellenfreien Teil {\displaystyle {\vec {B}}} zerfallen, {\displaystyle {\vec {F}}={\vec {E}}+{\vec {B}}}. Für den wirbelfreien Teil gilt, dass er durch seine Quellendichte wie folgt dargestellt werden kann:
{\displaystyle {\vec {E}}({\vec {r}})=-\nabla \Phi ({\vec {r}})}, mit
{\displaystyle \Phi ({\vec {r}})=\int _{\mathbb {R} ^{3}}\,\mathrm {d} ^{(3)}r'\,\,{\frac {\mathrm {div} \,{\vec {E}}({\vec {r}}')}{4\pi |{\vec {r}}-{\vec {r}}'|}}}.
Für den quellenfreien Teil, {\displaystyle {\vec {B}}({\vec {r}})}, gilt analoges, wenn man das skalare Potential {\displaystyle \Phi } durch ein sog. Vektorpotential {\displaystyle {\vec {A}}} ersetzt und zugleich die Ausdrücke {\displaystyle -\nabla \,\Phi } bzw. {\displaystyle \operatorname {div} \,{\vec {E}}} (=Quellendichte von {\displaystyle {\vec {E}}}) durch die Operationen {\displaystyle \nabla \times \,{\vec {A}}} bzw. {\displaystyle \nabla \times {\vec {B}}} (=Wirbeldichte von {\displaystyle {\vec {B}}}) substituiert.
Dieses Verfahren ist Bestandteil des Helmholtz-Theorems.

## Eigenschaften

### Im n-dimensionalen Raum
Sei {\displaystyle c\in \mathbb {R} } eine Konstante, {\displaystyle \Omega \subset \mathbb {R} ^{n}} eine offene Teilmenge, {\displaystyle u\colon \Omega \to \mathbb {R} } ein skalares Feld und {\displaystyle {\vec {F}},{\vec {G}}\colon \Omega \to \mathbb {R} ^{n}} zwei Vektorfelder. Dann gelten folgende Regeln:
- Die Divergenz ist linear, das heißt, es gilt

{\displaystyle \operatorname {div} \,(c\cdot {\vec {F}})=c\cdot \operatorname {div} \,{\vec {F}}} und
{\displaystyle \operatorname {div} \,({\vec {F}}+{\vec {G}})=\operatorname {div} \,{\vec {F}}+\operatorname {div} \,{\vec {G}}.}
- Für die Divergenz gilt die Produktregel

{\displaystyle \operatorname {div} (u{\vec {F}})=\operatorname {grad} (u)\cdot {\vec {F}}+u\operatorname {div} {\vec {F}}}
- Die Divergenz des Vektorfeldes {\displaystyle {\vec {F}}} entspricht in beliebigen Koordinaten der Spur der kovarianten Ableitung {\displaystyle \nabla {\vec {F}}} von {\displaystyle {\vec {F}}}, das heißt, es gilt
{\displaystyle \operatorname {div} \,{\vec {F}}=\operatorname {Spur} (\nabla {\vec {F}})}.
 Diese Darstellung ist koordinateninvariant, da die Spur einer linearen Abbildung invariant gegenüber einem Basiswechsel ist.

### Im dreidimensionalen Raum
Ist {\displaystyle n=3}, so gibt es auch eine Produktregel für das Kreuzprodukt {\displaystyle \times }, diese lautet
{\displaystyle \operatorname {div} ({\vec {F}}\times {\vec {G}})={\vec {G}}\cdot \operatorname {rot} \,{\vec {F}}-{\vec {F}}\cdot \operatorname {rot} \,{\vec {G}}\,,}
wobei mit {\displaystyle \operatorname {rot} } die Rotation gemeint ist. Wegen {\displaystyle \operatorname {rot(grad} (f))=0} für alle zweimal differenzierbaren {\displaystyle f} folgt daraus
{\displaystyle \operatorname {div(grad} f_{1}\times \operatorname {grad} f_{2})=0}
für beliebige differenzierbare {\displaystyle f_{1},\,f_{2}}.

### Beispiele
In kartesischen Koordinaten findet man unmittelbar
{\displaystyle \operatorname {div} \,{\vec {r}}=\operatorname {div} \left({\begin{array}{c}x\\y\\z\end{array}}\right)=3}
Für das Coulomb-Feld findet man, wenn in der ersten Produktregel  {\displaystyle u\!\,=1/r^{3}},  
{\displaystyle \operatorname {grad} \,u=-3{\hat {e}}_{r}/r^{4}} und {\displaystyle {\vec {F}}={\vec {r}}} gesetzt wird
{\displaystyle \operatorname {div} \,{\frac {{\hat {e}}_{r}}{r^{2}}}=\operatorname {div} \,{\frac {\vec {r}}{r^{3}}}=-{\frac {3{\hat {e}}_{r}}{r^{4}}}\cdot {\vec {r}}+{\frac {3}{r^{3}}}=0\qquad r=|{\vec {r}}|\neq 0,\quad {\vec {r}}=r{\hat {e}}_{r}\,.}
Mit der Formel für die Divergenz in Kugelkoordinaten ist dieses Ergebnis ebenfalls zu erhalten.
Nach dem Korollar sind Felder {\displaystyle {\vec {f}}} des folgenden Typs quellenfrei:
{\displaystyle {\vec {f}}={\frac {{\vec {c}}\times {\vec {r}}}{r^{3}}}\quad {\vec {c}}={\text{const}}\,,\quad {\vec {f}}={\vec {r}}\times \operatorname {grad} \,Y_{lm}(\vartheta ,\varphi )}

## Gaußscher Integralsatz

### Aussage
Eine wichtige Rolle spielt die Divergenz in der Aussage des Gaußschen Integralsatzes. Er besagt, dass der Durchfluss durch eine geschlossene Oberfläche gleich dem Integral über die Divergenz des Vektorfeldes im Inneren dieses Volumens ist, und erlaubt damit die Umwandlung eines
Volumenintegrals in ein Oberflächenintegral:
{\displaystyle \iiint \limits _{V}\operatorname {div} {\vec {F}}\;\mathrm {d} V=\iint \limits _{\partial V}{\vec {F}}\;\cdot {\vec {n}}\,\mathrm {d} S\,,}
wobei {\displaystyle {\vec {n}}} der Normalenvektor der Oberfläche {\displaystyle \partial V} ist. Anschaulich beschreibt er damit für den Fall einer Strömung den Zusammenhang zwischen dem Durchfluss durch diese Fläche und den Strömungsquellen und -senken innerhalb des zugehörigen Volumens.

### Punktförmige Quelle
Setzt man im Gaußschen Integralsatz das coulombartige Feld {\displaystyle {\vec {F}}_{C}={\hat {e}}_{r}/r^{2}}
ein und wählt man als Integrationsfläche {\displaystyle \partial V} eine Kugelfläche mit Radius {\displaystyle r\!\,} um den Ursprung,
so ist {\displaystyle {\vec {n}}={\hat {e}}_{r}} und der Integrand wird konstant gleich {\displaystyle 1/\!\,r^{2}}. Weil die Oberfläche der Kugel
{\displaystyle 4\pi \!\,r^{2}} ist, folgt
{\displaystyle \iint \limits _{\partial K}{\vec {F}}_{C}\cdot {\vec {n}}\,\mathrm {d} S={\frac {1}{r^{2}}}\iint \limits _{\partial K}\mathrm {d} S=4\pi }
Somit liefert der Integralsatz eine Information über {\displaystyle \operatorname {div} \,{\vec {F}}_{C}}, die im Gegensatz zu den
Ableitungsausdrücken (Produktregel oder Kugelkoordinaten) auch den Punkt {\displaystyle {\vec {r}}=0} einschließt: Das Volumenintegral von  {\displaystyle \operatorname {div} \,{\vec {F}}_{C}} ist {\displaystyle 4\pi }. Dies lässt sich mit dem Ergebnis der Ableitungsrechnung zu einer Distributionsgleichung zusammenfassen:
{\displaystyle \operatorname {div} \,{\frac {{\hat {e}}_{r}}{r^{2}}}=4\pi \delta ({\vec {r}})}

## Zylinder- und Kugelkoordinaten
In Zylinderkoordinaten gilt für die Divergenz eines Vektorfeldes {\displaystyle {\vec {F}}(\rho ,\varphi ,z)}:
{\displaystyle \operatorname {div} \,{\vec {F}}={\frac {1}{\rho }}{\frac {\partial }{\partial \rho }}(\rho F_{\rho })+{\frac {1}{\rho }}{\frac {\partial F_{\varphi }}{\partial \varphi }}+{\frac {\partial F_{z}}{\partial z}}}
In Kugelkoordinaten gilt für die Divergenz eines Vektorfeldes {\displaystyle {\vec {F}}(r,\theta ,\varphi )}:
{\displaystyle \operatorname {div} \,{\vec {F}}={\frac {1}{r^{2}}}{\frac {\partial }{\partial r}}(r^{2}F_{r})+{\frac {1}{r\sin \theta }}{\frac {\partial }{\partial \theta }}(F_{\theta }\sin \theta )+{\frac {1}{r\sin \theta }}{\frac {\partial F_{\varphi }}{\partial \varphi }}}
Letztere Formel kann ohne Differentiation von Basisvektoren hergeleitet werden:  Man führt eine Testfunktion {\displaystyle g} ein und schreibt ein Volumenintegral einmal in kartesischen und einmal in Kugelkoordinaten. Mit bekannten Ausdrücken für Gradient und Volumenelement ergibt das nach Ausmultiplizieren der Basisvektoren
{\displaystyle {\begin{aligned}\int {\vec {F}}\cdot \operatorname {grad} \,g\,\mathrm {d} V&=\int \left(F_{x}{\frac {\partial g}{\partial x}}+F_{y}{\frac {\partial g}{\partial y}}+F_{z}{\frac {\partial g}{\partial z}}\right)\mathrm {d} x\,\mathrm {d} y\,\mathrm {d} z\\&=\int \left(F_{r}{\frac {\partial g}{\partial r}}+{\frac {F_{\theta }}{r}}\,{\frac {\partial g}{\partial \theta }}+{\frac {F_{\varphi }}{r\sin \theta }}\,{\frac {\partial g}{\partial \varphi }}\right)r^{2}\mathrm {d} r\,\sin \theta \,\mathrm {d} \theta \,\mathrm {d} \varphi \end{aligned}}}
Die Ableitungen von {\displaystyle g} werden partiell integriert, wobei Randterme verschwinden. Auf der rechten Seite
muss das Volumenelement mitdifferenziert und danach in zwei Termen wiederhergestellt werden (Erweitern). Das ergibt
{\displaystyle \int g\,\left(\operatorname {div} \,{\vec {F}}\right)_{\mathrm {kartesisch} }\mathrm {d} V=\int g\,\left(\operatorname {div} \,{\vec {F}}\right)_{\mathrm {Kugelkoordinaten} }\mathrm {d} V}
Aus der Gleichheit der Integrale für alle Testfunktionen folgt, dass die Ausdrücke für die Divergenz gleich sind.

## Inverse
Nach dem Poincaré-Lemma existiert zu jedem Skalarfeld ein Vektorfeld, dessen Divergenz es ist. Dieses Vektorfeld ist nicht eindeutig bestimmt, denn es kann ein örtlich konstanter Vektor hinzuaddiert werden, ohne die Divergenz und damit das Skalarfeld zu verändern.
Unter gewissen Voraussetzungen existiert ein Rechts- oder Linksinverses der Divergenz. So gibt es für ein offenes und beschränktes Gebiet {\displaystyle \Omega \subset \mathbb {R} ^{n}} mit lipschitzstetigem Rand einen Operator {\displaystyle B\colon W^{m,p}(\Omega )\rightarrow W^{m,p}(\Omega )}, so dass für jedes {\displaystyle f\in W^{m,p}(\Omega )} mit {\displaystyle \textstyle \int _{\Omega }f\,\mathrm {d} \lambda =0}
{\displaystyle \operatorname {div} (Bf)=f}
gilt, wobei {\displaystyle W^{m,p}(\Omega )} den entsprechenden Sobolew-Raum für {\displaystyle m\in \mathbb {N} } und {\displaystyle 1<p<\infty } bezeichnet. {\displaystyle B} heißt Bogowskii-Operator.

## Divergenz auf riemannschen Mannigfaltigkeiten
Im Abschnitt Eigenschaften wurde bereits gesagt, dass die Divergenz mit Hilfe der Spur der Jacobimatrix ausgedrückt werden kann und dass diese Darstellung koordinateninvariant ist. Aus diesem Grund verwendet man diese Eigenschaft, um die Divergenz auf riemannschen Mannigfaltigkeiten zu definieren. Mit Hilfe dieser Definition kann man zum Beispiel den Laplace-Operator auf riemannschen Mannigfaltigkeiten koordinatenfrei definieren. Dieser heißt dann Laplace-Beltrami-Operator.

### Definition
Sei {\displaystyle M} eine riemannsche Mannigfaltigkeit und {\displaystyle F\in \Gamma (TM)} ein {\displaystyle C^{k}}-Vektorfeld mit {\displaystyle k\geq 1}. Dann ist die Divergenz durch
{\displaystyle \operatorname {div} (F):=\operatorname {Spur} (\xi \mapsto \nabla _{\xi }F)}
definiert. Dabei ist {\displaystyle \xi \in \Gamma (TM)} ein Vektorfeld und der Operator {\displaystyle \nabla } ist der Levi-Civita-Zusammenhang, der den Nabla-Operator verallgemeinert. Wertet man {\displaystyle \nabla _{\xi }F} an {\displaystyle p\in M} aus, so ist {\displaystyle \xi |_{p}\mapsto \nabla _{\xi |_{p}}F|_{p}\in \operatorname {End} (T_{p}M)} und man kann für alle {\displaystyle p} die aus der linearen Algebra bekannte Spur bilden.

### Transportsatz und geometrische Interpretation
Für den Fluss {\displaystyle \varphi \colon U\subseteq \mathbb {R} \times M\to M,\;(t,x)\mapsto \varphi _{t}(x)} eines Vektorfeldes {\displaystyle F} gilt der Transportsatz
{\displaystyle {\frac {\mathrm {d} }{\mathrm {d} t}}\int _{\varphi _{t}(\Omega )}\varrho (t,x)\mathrm {d} \lambda (x)=\int _{\varphi _{t}(\Omega )}(\partial _{t}\varrho (t,x)+\operatorname {div} (\varrho (t,x)F(x)))\mathrm {d} \lambda (x).}
Dabei ist {\displaystyle \lambda } das Riemann-Lebesguesche Volumenmaß auf der Mannigfaltigkeit, {\displaystyle \Omega } eine relativ-kompakte messbare Teilmenge und {\displaystyle \varrho } eine glatte Funktion. Interpretiert man {\displaystyle \varrho } als Dichte einer Erhaltungsgröße, dann folgt daraus die Kontinuitätsgleichung. Für {\displaystyle \varrho =1} erhält man
{\displaystyle {\frac {\mathrm {d} }{\mathrm {d} t}}\lambda (\varphi _{t}(\Omega ))=\int _{\varphi _{t}(\Omega )}\operatorname {div} F(x)d\lambda (x).}
Die Divergenz ist also die Dichte der Volumenänderungsrate bezüglich des Flusses. Die Divergenz in einem Punkt gibt an, wie schnell sich der Inhalt eines infinitesimalen Volumenelements in diesem Punkt ändert, wenn es sich mit dem Fluss bewegt. Als Folgerung ergibt sich, dass ein Vektorfeld genau dann divergenzfrei ist, wenn der erzeugte Fluss volumenerhaltend ist.

## Divergenz von Tensoren zweiter Stufe
In den Ingenieurwissenschaften wird die Divergenz auch für Tensoren zweiter Stufe eingeführt und liefert dann Vektorfelder. Zum Beispiel geht die Divergenz des Spannungstensors in die lokale Impulsbilanz der Kontinuumsmechanik, das erste Cauchy-Eulersche Bewegungsgesetz, ein.

### Definition
Tensoren zweiter Stufe bilden Vektoren auf Vektoren ab. Indem die vektorielle Divergenz mit der Divergenz des Tensors in Zusammenhang gebracht wird, kann die Divergenz auf Tensoren T verallgemeinert werden:
{\displaystyle \mathrm {div} (\mathbf {T} )\cdot {\vec {c}}=\mathrm {div} (\mathbf {T} ^{\top }\cdot {\vec {c}})\quad \forall \quad {\vec {c}}}
Darin bildet das Superskript ⊤ den transponierten Tensor. Mit dem Nabla-Operator berechnet sich diese Divergenz mittels
{\displaystyle \mathrm {div} (\mathbf {T} )=\nabla \cdot \left(\mathbf {T} ^{\top }\right)}
In der Literatur insbesondere der Strömungsmechanik wird auch die transponierte Version {\displaystyle \nabla \cdot \mathbf {T} } benutzt.

### Komponenten der Divergenz eines Tensors

#### Divergenz eines Tensors in kartesischen Koordinaten
Für einen Tensor {\displaystyle \textstyle \mathbf {T} =\sum _{i,j=1}^{3}T_{ij}{\hat {e}}_{i}\otimes {\hat {e}}_{j}} ergibt sich bezüglich der Standardbasis ê1,2,3 eines kartesischen Koordinatensystems mit x-, y- und z-Koordinaten, die gemäß dem Schema x → 1, y → 2 und z → 3 nummeriert werden:
{\displaystyle \operatorname {div} \mathbf {T} =\sum _{k=1}^{3}{\frac {\partial \mathbf {T} }{\partial x_{k}}}\cdot {\hat {e}}_{k}=\sum _{i,k=1}^{3}{\frac {\partial T_{ik}}{\partial x_{k}}}{\hat {e}}_{i}={\begin{pmatrix}{\frac {\partial T_{xx}}{\partial x}}+{\frac {\partial T_{xy}}{\partial y}}+{\frac {\partial T_{xz}}{\partial z}}\\{\frac {\partial T_{yx}}{\partial x}}+{\frac {\partial T_{yy}}{\partial y}}+{\frac {\partial T_{yz}}{\partial z}}\\{\frac {\partial T_{zx}}{\partial x}}+{\frac {\partial T_{zy}}{\partial y}}+{\frac {\partial T_{zz}}{\partial z}}\end{pmatrix}}}
Die transponierte Version {\displaystyle \nabla \cdot \mathbf {T} =\mathrm {div} \left(\mathbf {T} ^{\top }\right)} ergibt sich hieraus durch Vertauschen von Tab durch Tba.

#### Divergenz eines Tensors in Zylinderkoordinaten
In Zylinderkoordinaten mit Basisvektoren
{\displaystyle {\hat {e}}_{\rho }={\begin{pmatrix}\cos(\varphi )\\\sin(\varphi )\\0\end{pmatrix}},\quad {\hat {e}}_{\varphi }={\begin{pmatrix}-\sin(\varphi )\\\cos(\varphi )\\0\end{pmatrix}},\quad {\hat {e}}_{z}={\begin{pmatrix}0\\0\\1\end{pmatrix}}}
ergibt sich die Divergenz für Tensoren zweiter Stufe zu
{\displaystyle {\begin{aligned}\mathrm {div} (\mathbf {T} )=&\left(T_{\rho \rho ,\rho }+{\frac {1}{\rho }}(T_{\rho \varphi ,\varphi }+T_{\rho \rho }-T_{\varphi \varphi })+T_{\rho z,z}\right){\hat {e}}_{\rho }\\&+\left(T_{\varphi \rho ,\rho }+{\frac {1}{\rho }}(T_{\varphi \varphi ,\varphi }+T_{\rho \varphi }+T_{\varphi \rho })+T_{\varphi z,z}\right){\hat {e}}_{\varphi }\\&+\left(T_{z\rho ,\rho }+{\frac {1}{\rho }}(T_{z\varphi ,\varphi }+T_{z\rho })+T_{zz,z}\right){\hat {e}}_{z}\end{aligned}}}
Ein Index hinter einem Komma bezeichnet hier die Ableitung nach der Koordinate: {\displaystyle T_{\rho \varphi ,\varphi }={\tfrac {\partial T_{\rho \varphi }}{\partial \varphi }}}. Die transponierte Version {\displaystyle \nabla \cdot \mathbf {T} =\mathrm {div} \left(\mathbf {T} ^{\top }\right)} ergibt sich hieraus durch Vertauschen von Tab durch Tba.

#### Divergenz eines Tensors in Kugelkoordinaten
In Kugelkoordinaten mit Basisvektoren
{\displaystyle {\hat {e}}_{r}={\begin{pmatrix}\sin(\vartheta )\cos(\varphi )\\\sin(\vartheta )\sin(\varphi )\\\cos(\vartheta )\end{pmatrix}},\quad {\hat {e}}_{\vartheta }={\begin{pmatrix}\cos(\vartheta )\cos(\varphi )\\\cos(\vartheta )\sin(\varphi )\\-\sin(\vartheta )\end{pmatrix}},\quad {\hat {e}}_{\varphi }={\begin{pmatrix}-\sin(\varphi )\\\cos(\varphi )\\0\end{pmatrix}}}
ergibt sich die Divergenz für Tensoren zweiter Stufe zu
{\displaystyle {\begin{aligned}\mathrm {div} (\mathbf {T} )=&\left(T_{rr,r}+{\frac {2T_{rr}-T_{\vartheta \vartheta }-T_{\varphi \varphi }+T_{r\vartheta ,\vartheta }}{r}}+{\frac {T_{r\varphi ,\varphi }+T_{r\vartheta }\cos(\vartheta )}{r\sin(\vartheta )}}\right){\hat {e}}_{r}\\&\left(T_{\vartheta r,r}+{\frac {2T_{\vartheta r}+T_{r\vartheta }+T_{\vartheta \vartheta ,\vartheta }}{r}}+{\frac {(T_{\vartheta \vartheta }-T_{\varphi \varphi })\cos(\vartheta )+T_{\vartheta \varphi ,\varphi }}{r\sin(\vartheta )}}\right){\hat {e}}_{\vartheta }\\&\left(T_{\varphi r,r}+{\frac {2T_{\varphi r}+T_{r\varphi }+T_{\varphi \vartheta ,\vartheta }}{r}}+{\frac {(T_{\vartheta \varphi }+T_{\varphi \vartheta })\cos(\vartheta )+T_{\varphi \varphi ,\varphi }}{r\sin(\vartheta )}}\right){\hat {e}}_{\varphi }\end{aligned}}}
Ein Index hinter einem Komma bezeichnet hier die Ableitung nach der Koordinate: {\displaystyle T_{\varphi r,r}={\tfrac {\partial T_{\varphi r}}{\partial r}}}. Die transponierte Version {\displaystyle \nabla \cdot \mathbf {T} =\mathrm {div} \left(\mathbf {T} ^{\top }\right)} ergibt sich hieraus durch Vertauschen von Tab durch Tba.

### Eigenschaften

#### Im n-dimensionalen Raum
Sei {\displaystyle c\in \mathbb {R} } eine Konstante, {\displaystyle \Omega \subset \mathbb {R} ^{n}} eine offene Teilmenge, {\displaystyle u\colon \Omega \to \mathbb {R} } ein skalares Feld, {\displaystyle {\vec {F}},{\vec {G}}\colon \Omega \to \mathbb {R} ^{n}} zwei Vektorfelder und T ein tensorielles Feld. Dann gelten folgende Regeln:
{\displaystyle {\begin{array}{rclcl}\operatorname {div} (u\mathbf {T} )&=&(u_{,i}\mathbf {T} +u\mathbf {T} _{,i})\cdot {\hat {e}}_{i}&=&\mathbf {T} \cdot \operatorname {grad} (u)+u\operatorname {div} \mathbf {T} \\\operatorname {div} (\mathbf {T} \cdot {\vec {F}})&=&\left(\mathbf {T} _{,i}\cdot {\vec {F}}+\mathbf {T} \cdot {\vec {F}}_{,i}\right)\cdot {\hat {e}}_{i}&=&\operatorname {div} (\mathbf {T} ^{\top })\cdot {\vec {F}}+\mathbf {T} ^{\top }:\operatorname {grad} {\vec {F}}\\\operatorname {div} ({\vec {F}}\otimes {\vec {G}})&=&\left({\vec {F}}_{,i}\otimes {\vec {G}}+{\vec {F}}\otimes {\vec {G}}_{,i}\right)\cdot {\hat {e}}_{i}&=&\operatorname {grad} ({\vec {F}})\cdot {\vec {G}}+\operatorname {div} ({\vec {G}}){\vec {F}}\end{array}}}
Darin ist {\displaystyle \cdot ,:} das Frobenius-Skalarprodukt für Vektoren bzw. Tensoren und eine Ableitung nach der Koordinate xi in einem kartesischen Koordinatensystem mit Basisvektoren {\displaystyle {\hat {e}}_{i}} wird mit einem Index ,i abgekürzt, über den des Weiteren oben von eins bis drei zu summieren ist (Einsteinsche Summenkonvention).

#### Im dreidimensionalen Raum
Für die Herleitung des zweiten Cauchy-Euler’schen Bewegungsgesetzes, das die Erhaltung des Drehimpulses in einem Kontinuum sicherstellt, wird die Produktregel
{\displaystyle {\begin{aligned}\mathrm {div} ({\vec {f}}\times \mathbf {T} )=&({\vec {f}}_{,i}\times \mathbf {T} +{\vec {f}}\times \mathbf {T} _{,i})\cdot {\hat {e}}_{i}={\vec {\mathrm {i} }}\left(\mathrm {grad} ({\vec {f}})\cdot \mathbf {T} ^{\top }\right)+{\vec {f}}\times \mathrm {div} (\mathbf {T} )\end{aligned}}}
gebraucht. Darin sind {\displaystyle {\vec {F}}} ein vektorielles und T ein tensorielles, differenzierbares Feld und {\displaystyle {\vec {\mathrm {i} }}} bildet die Vektorinvariante.

### Gaußscher Integralsatz
Dieser Integralsatz wird in der Kontinuumsmechanik auch für Tensorfelder, z. B. von Spannungstensoren {\displaystyle {\boldsymbol {\sigma }}}, benötigt:
{\displaystyle \iiint \limits _{V}\operatorname {div} {\boldsymbol {\sigma }}\;\mathrm {d} V=\iint \limits _{\partial V}{\boldsymbol {\sigma }}\cdot {\vec {n}}\,\mathrm {d} S=\iint \limits _{\partial V}{\vec {t}}\,\mathrm {d} S\,.}
Der vom symmetrischen Spannungstensor transformierte Normalenvektor an die Fläche ist nach dem Cauchy’schen  Fundamentaltheorem der auf der Fläche wirkende Spannungsvektor {\displaystyle {\vec {t}}} (ein Vektor mit der Dimension Kraft pro Fläche). Diese Gleichung ist im Fall ihres Verschwindens bereits die Impulsbilanz deformierbarer Körper im statischen Fall in Abwesenheit einer Volumenkraft.

### Expansionsrate
Die Divergenz eines Vektorfeldes {\displaystyle {\vec {v}}} lautet in diesem Formalismus:

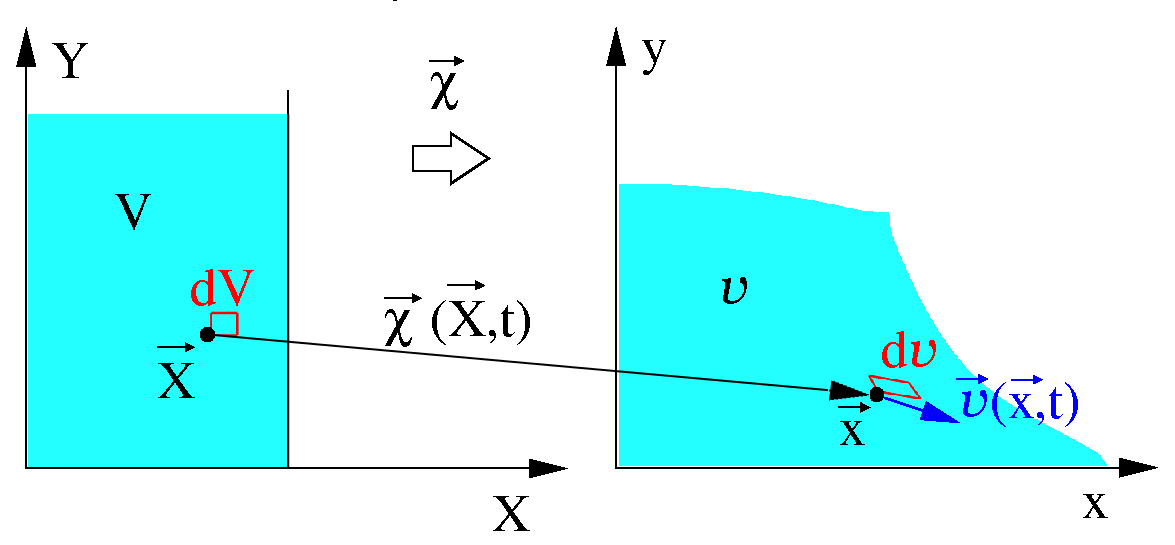
Urbildraum V, der durch die Bewegungsfunktion χ in den Bildraum v transformiert wird

{\displaystyle \operatorname {div} \,{\vec {v}}=\operatorname {Sp} (\operatorname {grad} \,{\vec {v}})\quad \leftrightarrow \quad \sum _{i=1}^{n}{\frac {\mathrm {d} v_{i}}{\mathrm {d} x_{i}}}=\operatorname {Sp} \left(\sum _{i,j=1}^{n}{\frac {\mathrm {d} v_{i}}{\mathrm {d} x_{j}}}{\hat {e}}_{i}\otimes {\hat {e}}_{j}\right)\,.}
Ist speziell {\displaystyle {\vec {v}}({\vec {x}},t)={\dot {\vec {\chi }}}({\vec {X}},t)} das Geschwindigkeitsfeld einer Bewegung {\displaystyle {\vec {\chi }}({\vec {X}},t)={\vec {x}}\in v} (Bildraum) von Punkten {\displaystyle {\vec {X}}\in V} aus einem zeitunabhängigen Volumen V (Urbildraum), siehe Bild, dann ist der Gradient des Vektorfeldes der Geschwindigkeitsgradient l
{\displaystyle \operatorname {div} \,{\vec {v}}=\operatorname {Sp} (\operatorname {grad} \,{\vec {v}})=\operatorname {Sp} (\mathbf {l} )=\operatorname {Sp} ({\dot {\mathbf {F} }}\cdot \mathbf {F} ^{-1})\,,}
der mit der Zeitableitung des Deformationsgradienten F und seiner Inversen zusammenhängt. Die Determinante des Deformationsgradienten transformiert die Volumenformen (rot im Bild) ineinander:
{\displaystyle \mathrm {d} v=\operatorname {det} (\mathbf {F} )\,\mathrm {d} V\,.}
Zeitableitung dieser Gleichung ergibt mit dem Frobenius-Skalarprodukt „:“ (siehe Ableitungen der Hauptinvarianten)
{\displaystyle (\mathrm {d} v){\dot {}}=\operatorname {det} (\mathbf {F} )\mathbf {F} ^{\top -1}:{\dot {\mathbf {F} }}\,\mathrm {d} V=\operatorname {Sp} (\mathbf {F} ^{-1}\cdot {\dot {\mathbf {F} }})\,\mathrm {d} v=\operatorname {Sp} (\mathbf {l} )\,\mathrm {d} v=\operatorname {div} ({\vec {v}})\,\mathrm {d} v\,,}
denn die Volumenform im Urbildraum ist nicht von der Zeit abhängig. Wenn die Divergenz verschwindet, dann ist die Bewegung lokal volumenerhaltend. Eine positive Divergenz bedeutet Expansion, was in der Realität mit einer Abnahme der Dichte einhergeht.